# Карвен, Урсула
Урсула Карвен (нем. Ursula Karven; род. 17 сентября 1964, Ульм, Германия) — немецкая актриса и инструктор по йоге.

## Биография
С 1984 по 2016 год снялась в 64 фильмах и телесериалах. Снималась для журнала Playboy.
Была замужем за актёром Джеймсом Вересом, с которым воспитывала двоих детей. Семья жила во Флориде. В 2001 году её четырёхлетний сын Дэниел утонул в бассейне на вечеринке музыканта Томми Ли в Санта-Монике.

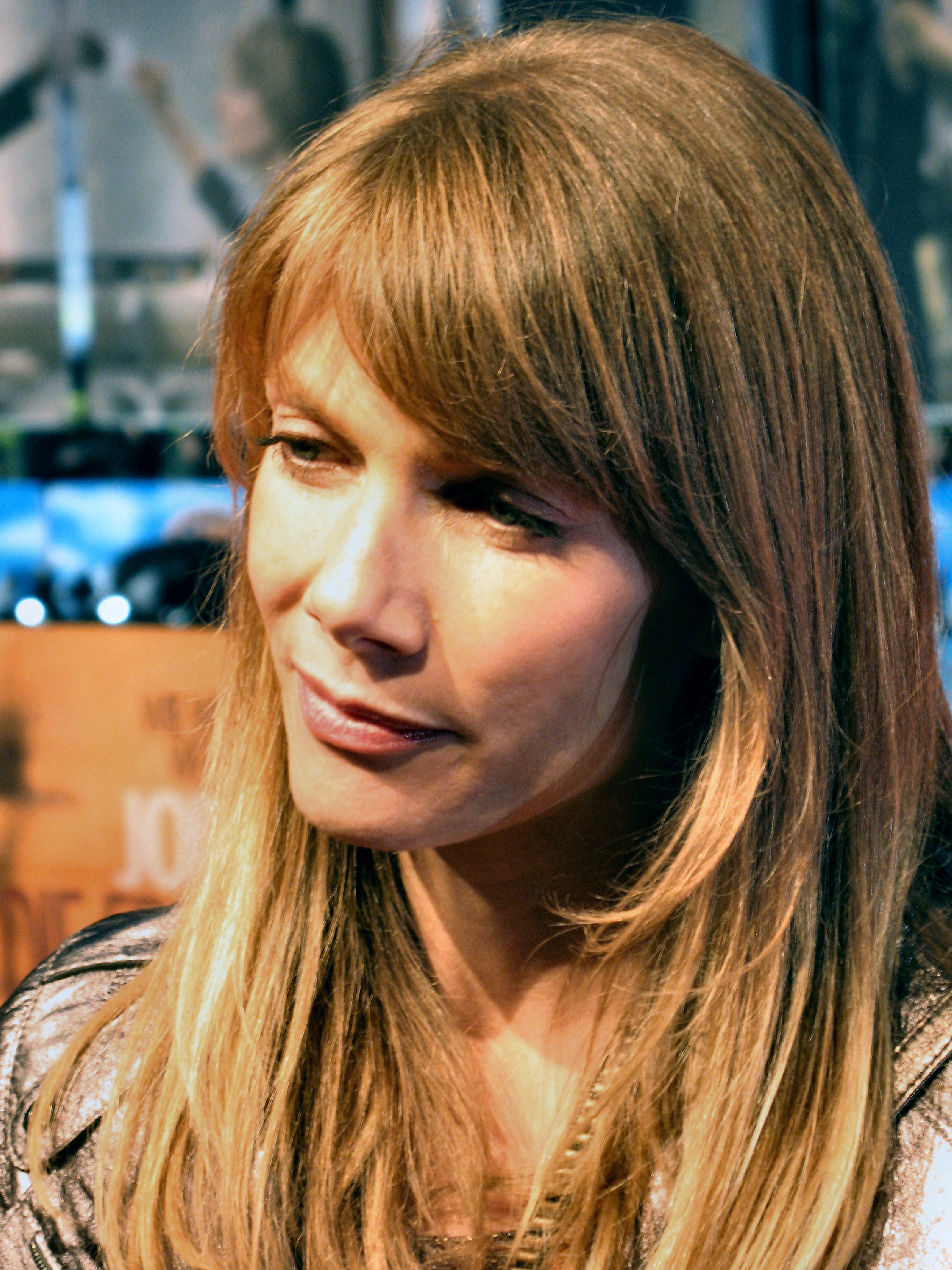
Урсула в 2007 году

## Избранная фильмография
| Год       |   | Русское название   | Оригинальное название                   | Роль                          |
| --------- | - | ------------------ | --------------------------------------- | ----------------------------- |
| 1986—1992 | с | Деррик             | Derrick                                 | Марлен Шалль / Патрисия Ломер |
| 1990      | с |                    | Blaues Blut                             | Лиза Прентис                  |
| 1994      | с |                    | Elbflorenz                              | Катя Бёлинг                   |
| 1996—2008 | с | Место преступления | Tatort                                  | Ванда Вильхельми              |
| 2006      | с |                    | M.E.T.R.O. - Ein Team auf Leben und Tod | доктор Катарина Хансен        |